# صادق محرمی
صادق محرمی (زاده ۱۱ اسفند ۱۳۷۴) بازیکن فوتبال اهل ایران است که در پست دفاع راست برای تراکتور در لیگ برتر خلیج فارس و تیم ملی فوتبال ایران بازی می‌کند.
وی همچنین برای تیم ملی فوتبال جوانان، نوجوانان و امید ایران نیز بازی کرده است.

## دوران باشگاهی

### ملوان
صادق محرمی در تمام رده‌های تیم فوتبال ملوان بندرانزلی بازی کرده است. همچنین وی خدمت سربازی را در این تیم با انجام ۴۰ بازی به پایان رسانده است. ملوان بندرانزلی تیمی بود که صادق محرمی را به سطوح بالاتر فوتبال معرفی کرد و بعد از جدایی از تیم فوتبال ملوان بندرانزلی و پیوستن به تیم فوتبال پرسپولیس سابقه خوبی از خود برجای گذاشت.

### پرسپولیس

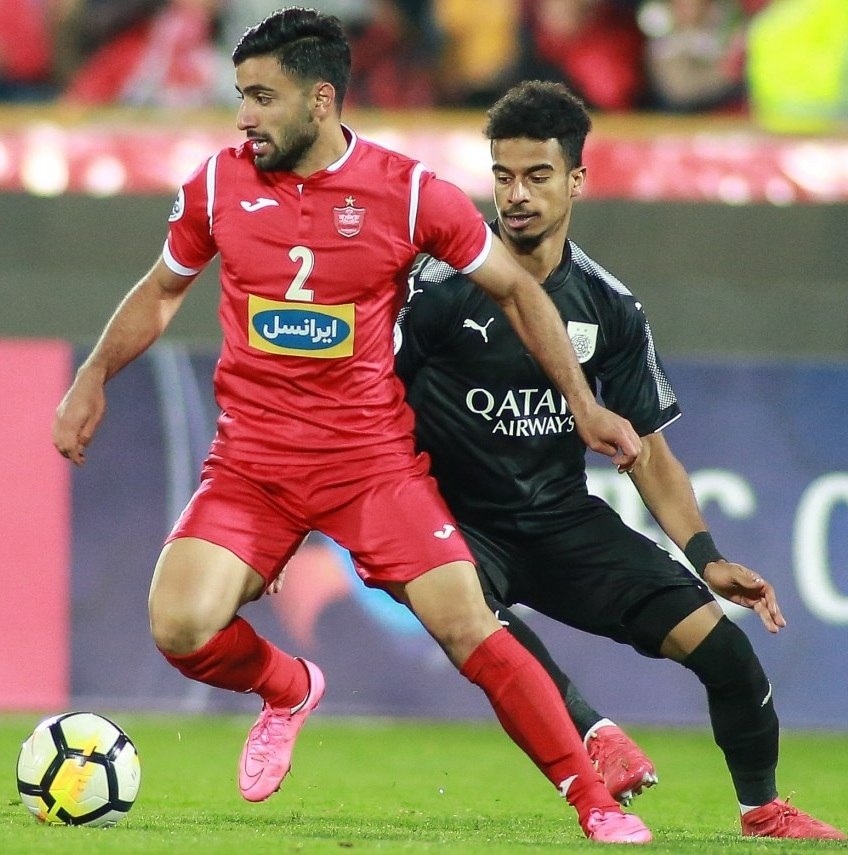
صادق محرمی در حال بازی برای پرسپولیس

در نقل و انتقالات تابستانی سال ۱۳۹۵ و در تاریخ ۸ تیر ۱۳۹۵، صادق محرمی با قراردادی دو ساله به پرسپولیس پیوست.
صادق محرمی در اولین تجربه حضورش در پرسپولیس توانست رقبای بزرگی همچون ۲ ملی پوش در پست خود یعنی رامین رضاییان و حسین ماهینی را هم پشت سر بگذارد و به عنوان دفاع راست سرخپوشان در لیگ برتر بازی کند؛ برانکو با بازی دادن به محرمی اعتماد به نفس و تجربه لازم را به وی داد و نمایش قابل قبول صادق محرمی در پرسپولیس خود گویای مثبت بودن اعتماد برانکو ایوانکوویچ به وی می‌باشد.
صادق محرمی در نخستین سالی که در پرسپولیس حضور داشت توانست به مقام قهرمانی لیگ برتر فوتبال ایران ۱۳۹۵–۹۶ برسد؛ همچنین در همان فصل پرسپولیس قهرمان سوپر جام فوتبال ایران ۱۳۹۶ نیز شد. محرمی موفق شد با ۲۳ بازی در سمت راست خط دفاعی پرسپولیس و با تنها دریافت ۲ کارت زرد، جام قهرمانی لیگ برتر فوتبال ایران فصل ۱۳۹۶–۹۷ را برای دومین بار پیاپی بالای سر ببرد.
صادق محرمی توانست با پرسپولیس در لیگ قهرمانان آسیا ۲۰۱۷ تا نیمه‌نهایی صعود کند و به جمع چهار تیم برتر آسیا برسد.
وی در دوشنبه ۲۴ اردیبهشت ۱۳۹۷ و پس از برد برابر الجزیره، با هواداران پرسپولیس خداحافظی کرد و این تیم را به مقصد دینامو زاگرب کرواسی ترک کرد.

### دینامو زاگرب

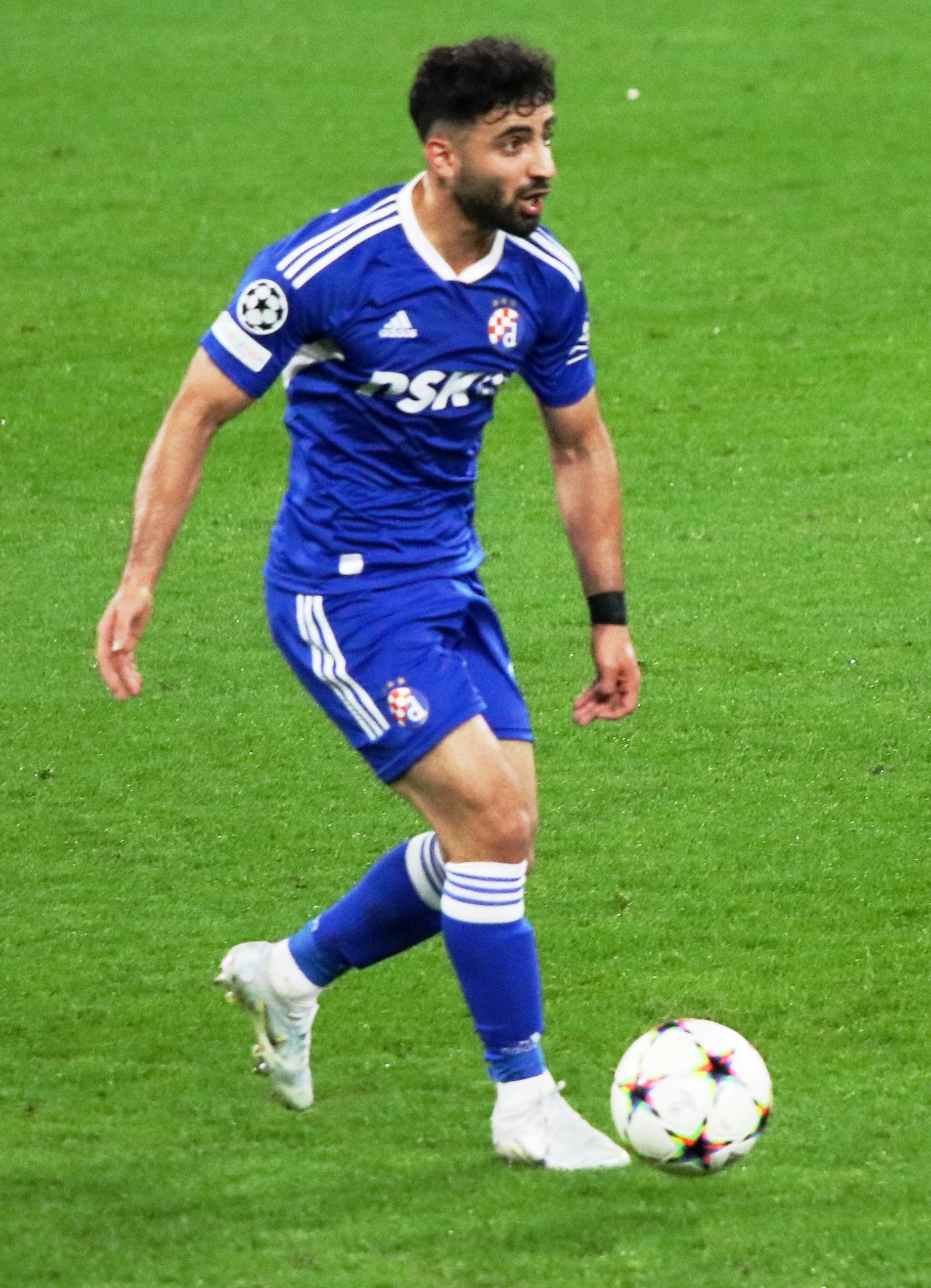
صادق محرمی در دینامو زاگرب

صادق محرمی در تابستان سال ۲۰۱۸ با قراردادی پنج ساله به دینامو زاگرب پیوست.
محرمی در اولین سال حضور خود در دینامو بازی‌های درخشانی از خود به نمایش گذاشت و با این تیم قهرمان
لیگ فوتبال کرواسی شد. او در لیگ اروپا ۱۹–۲۰۱۸ اولین بازی خود را در لیگ اروپا و در مرحله یک‌شانزدهم نهایی این رقابت‌ها برابر ویکتوریا پلژن انجام داد که در نهایت با پیروزی سه بر صفر تیمش به پایان رسید.
محرمی در دومین فصل حضورش در دینامو دو بار با مصدومیت مواجه شد و بازی‌های زیادی را از دست داد به همین دلیل برای رسیدن به آمادگی برای نیم فصل راهی لوکوموتیو زاگرب شد

#### قرض به لوکوموتیو زاگرب
وی در سال ۲۰۱۹ از دینامو زاگرب به لوکوموتیو زاگرب به صورت قرضی پیوست.
وی پس از ده بازی در این تیم در نیم فصل به دینامو زاگرب برگشت. پس از برگشت به دینامو محرمی درخشید و مورد تمجید سرمربی رقیب قرار گرفت. محرمی در دومین فصل حضورش در دینامو زاگرب به دومین قهرمانی در لیگ فوتبال کرواسی رسید. او در لیگ اروپا ۲۱–۲۰۲۰ همراه تیم خود در گروه «ک» با وجود تیم‌های ولفسبرگر، فاینورد، زسکا مسکو صدرنشین شدند محرمی همراه با دینامو تا مرحله یک چهارم نهایی لیگ اروپا بالا رفت اما با شکست برابر ویارئال از مسابقات کنار رفت. ویارئال تا فینال این فصل از مسابقات لیگ اروپا بالا رفت و با شکست منچستر یونایتد قهرمان شد. محرمی در پنج مسابقه برای دینامو به میدان رفت و بازی‌های زیبایی از خود به نمایش گذاشت. پس از درخشش‌های او قراردادش با باشگاه دینامو زاگرب تمدید شد.
محرمی در سومین فصل حضورش در دینامو زاگرب درخشید و به سومین قهرمانی در لیگ فوتبال کرواسی رسید. او در لیگ اروپا ۲۲–۲۰۲۱ در پنج مسابقه برای دینامو به میدان رفت. صادق محرمی با ۱۱ بازی در لیگ اروپا در رده دوم رکوردداران ایرانی بازی در لیگ اروپا قرار دارد.
وی در چهارمین فصل حضور خود در دینامو به چهارمین قهرمانی پیاپی در لیگ کرواسی نیز دست یافت. دینامو در دیدار پایانی فصل ۲۲–۲۰۲۱ و در مقابل رقیب دیرینه خود یعنی هایدوک توانست به پیروزی سه بر یک برسد. در این دیدار که جشن قهرمانی دینامو بود محرمی توانست گل‌سازی کند.
در مسابقه سوپر کاپ فصل ۲۲–۲۰۲۱ فوتبال کرواسی، تیم دینامو زاگرب که صادق محرمی را در ترکیب خود داشت، مقابل هایدوک اسپلیت قرار گرفت و موفق شد به برتری ۴ بر یک در ضربات پنالتی دست پیدا کند و قهرمان شود.
در فصل جاری ۲۳–۲۰۲۲ و پنجمین فصل حضور محرمی در دینامو، تا پایان هفته شانزدهم لیگ کرواسی در سیزده مسابقه به میدان رفته و یک پاس گل نیز ثبت کرده است.
لیگ قهرمانان اروپا ۲۳–۲۰۲۲
در مراحل پلی‌آف لیگ قهرمانان اروپا ۲۳–۲۰۲۲، صادق محرمی در چهار مسابقه به میدان رفته و یک پاس گل داد. یاران محرمی که آخرین بار در فصل ۲۰–۲۰۱۹ در مرحله گروهی لیگ قهرمانان اروپا حضور داشتند، پس از دو سال غیبت و با برتری ۴ بر یک (در مجموع ۴ بر ۲) مقابل بودو گلیمت نروژ دوباره توانستند به این مهم دست پیدا کنند و به دور گروهی چمپیونزلیگ راه یابند. دیناموزاگرب در گروه E این رقابت‌ها با تیم‌های میلان، ردبول زالتسبورگ و چلسی همگروه شده است.
در اولین بازی دور گروهی لیگ قهرمانان اروپا ۲۳–۲۰۲۲ تیم دینامو زاگرب در شبی که صادق محرمی را در ترکیب داشت موفق به کسب پیروزی یک بر صفر مقابل چلسی شد.
این اولین بازی محرمی در لیگ قهرمانان اروپا بود و عملکرد خوبی داشت.
او در دومین بازی مقابل میلان نیز به عنوان بازیکن فیکس به میدان رفت و عملکرد فوق‌العاده ای داشت اما درخشش او مانع از شکست تیمش نشد. نقش ویژه صادق روی ضربات کرنر و ایستگاهی تیم چاچیچ بود. جایی که او به عنوان سریعترین بازیکن تیم، وظیفه جلوگیری از ضدحملات میلان را داشت و حتی در یک مورد و در دقیقه ۲۰ رافائل لیائو روی یک حرکت تند و تیز و یک ضد حمله سریع تا درون محوطه جریمه دینامو پیش رفت که صادق محرمی با یک تکل دیدنی، توپ را به کرنر فرستاد و مانع از گلزنی میلان شد. البته محرمی تا آستانه باز کردن دروازه میلان نیز پیش رفت ولی بدشانسی مانع از شکل‌گیری یک اتفاق بزرگ در سن سیرو شد. روی یک ارسال به سمت راست، بازیکن ایرانی صاحب توپ شد و با یک سر توپ دیدنی، تئو هرناندز را به کلی از روند بازی خارج کرد و سپس با پای چپ ضربه اش را به سمت دروازه میلان زد که مایک مینیان با واکنشی به موقع توپ را راهی کرنر کرد تا جدی‌ترین موقعیت دیناموزاگرب در این بازی (بجز گلی که به ثمر رسید) توسط محرمی پایه‌گذاری شود.

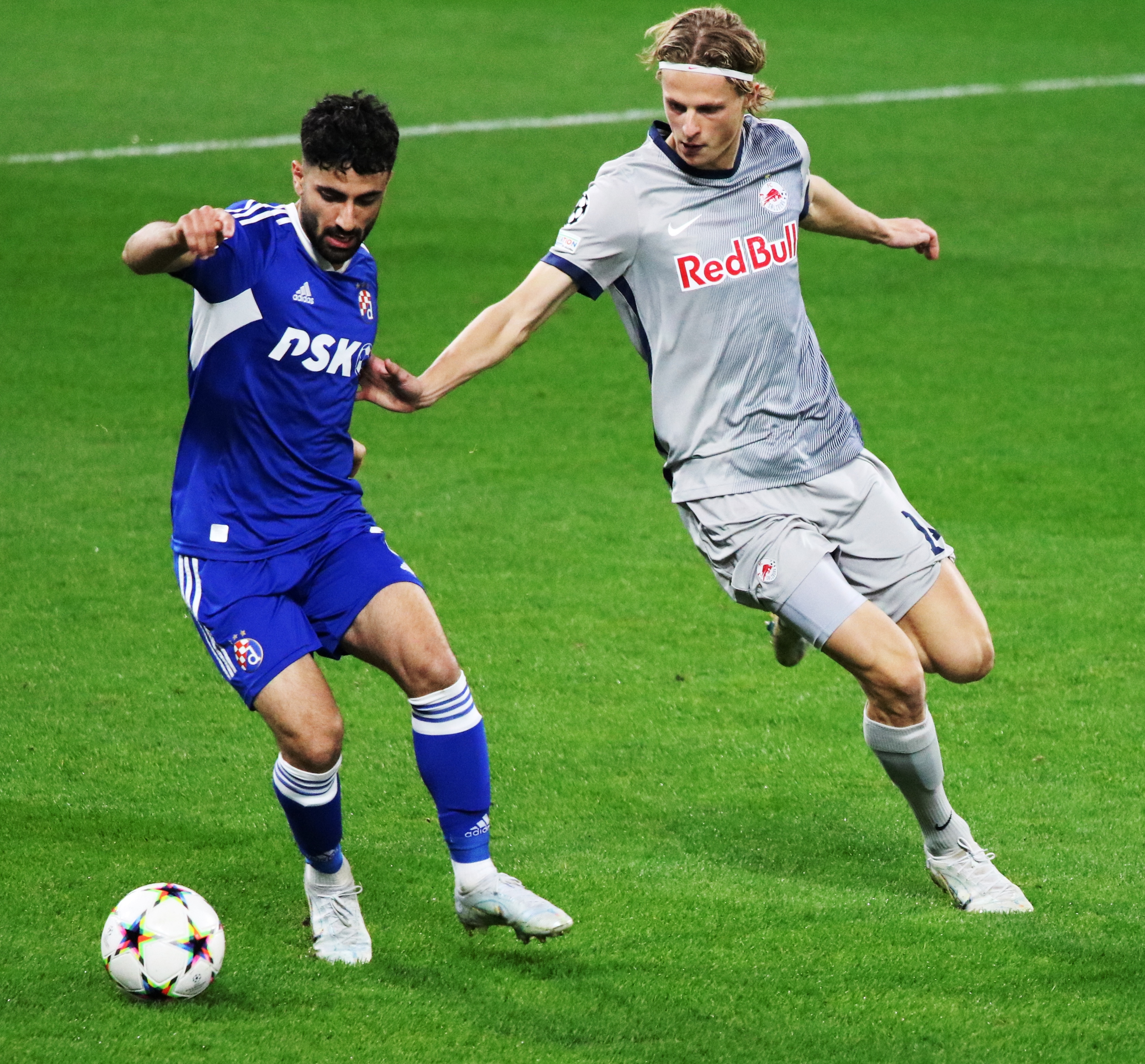
محرمی در بازی دینامو و سالزبورگ

صادق محرمی که در دو هفته گذشته لیگ قهرمانان اروپا نمایش فراتر از انتظاری مقابل تیم‌های چلسی و آ.ث. میلان داشت و در خط دفاعی تیمش مطمئن و کم‌اشتباه ظاهر شده بود، در هفته سوم عملکرد متفاوتی ارائه داد و حرکت او شرایطی رقم زد تا نتوانند مقابل سالزبورگ اتریش صاحب امتیاز شوند و بازنده زمین را ترک کنند. محرمی در دقیقه ۶۸ که سالزبورگ با یک ارسال به پشت مدافعان دینامو زاگرب در آستانه گلزنی قرار داشت، با دست چپ خود اولمر آندرئاس را سرنگون کرد تا داور نقطه پنالتی را نشان بدهد و تیم کروات با همین اتفاق گل اول را دریافت کند. بعد از بازی خطای پنالتی بحث‌برانگیز روی بازیکن سالزبورگ موجب نظرات مختلف کارشناسان داوری شده و بازتاب زیادی در رسانه‌های کرواسی داشته است.
صادق محرمی، ملی‌پوش ایرانی دینامو زاگرب که در دور رفت لیگ قهرمانان اروپا حضور ثابت در هر سه مسابقه تیمش داشت، در دیدار برگشت مقابل سالزبورگ اتریش از دقیقه ۷۹ به ترکیب تیمش اضافه شد. دو تیم در پایان مسابقه به تساوی یک بر یک رضایت دادند.
دینامو در هفته پنجم مرحله گروهی لیگ قهرمانان اروپا در زاگرب برابر آ.ث. میلان قرار گرفت و متحمل شکست سنگین چهار بر صفر شد. صادق محرمی به‌طور کامل مقابل دومین تیم پر افتخار اروپا بازی کرد.
در بازی هفته ششم و پایانی مرحله گروهی لیگ قهرمانان اروپا ۲۰۲۲/۲۳ دینامو زاگرب در ورزشگاه استمفوردبریج به مصاف چلسی رفت و دو بر یک بازی را واگذار کرد. تنها گل دینامو در این بازی روی ارسال محرمی اتفاق افتاد. چلسی با کسب پیروزی دو بر یک مقابل دینامو به عنوان تیم اول گروه E به دور حذفی صعود کرد. یاران صادق محرمی نیز با قبول شکست و قرار گرفتن در رتبه چهارم از حضور در لیگ اروپا نیز بازماندند.
محرمی در حال حاضر بازیکن آزاد بوده و احتمال خیلی زیاد فصل جدید برای یکی از تیمهای لیگ برتر ایران به میدان خواهد رفت.

## دوران ملی

### نوجوانان ایران
صادق محرمی ۲۵ بازی رسمی برای تیم ملی نوجوانان ایران انجام داده است.

### جوانان ایران
صادق محرمی توسط علی دوستی‌مهر برای نخستین بار به تیم ملی جوانان دعوت شد؛ او ۶ بازی رسمی برای تیم ملی جوانان ایران انجام داده و یک گل هم به ثمر رسانده است.

### امید ایران
صادق محرمی از فصل ۲۰۱۷ عضو تیم ملی فوتبال امید ایران بود؛ او سابقه بازی در مسابقات فوتبال زیر ۲۳ سال آسیا با تیم ملی امید را دارد.

### بزرگسالان ایران

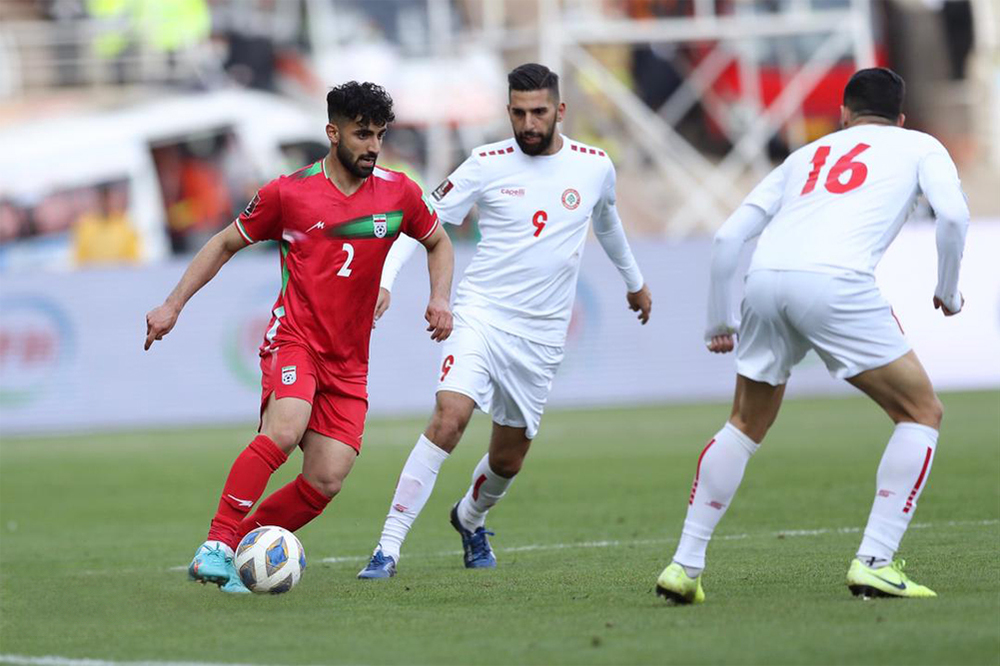
محرمی در حال بازی برای ایران در سال ۲۰۲۲

صادق محرمی اولین بار توسط کارلوس کی روش به تیم بزرگسالان دعوت شد. او اولین بازی خود را به عنوان بازیکن تعویضی در ۲۰ شهریور ۱۳۹۷ مقابل ازبکستان انجام داد.
وی در مقدماتی جام جهانی ۲۰۲۲ از بازیکنان اصلی تیم ملی بود و در اکثر دیدارها به عنوان بازیکن فیکس به میدان رفت و در مجموع بازی‌های درخشانی از خود ارائه داد و یکی از بازیکنان مورد اعتماد دراگان اسکوچیچ بود. صادق محرمی با آمدن کارلوس کیروش دوباره به تیم ملی ایران دعوت شد و در اولین بازی با سرمربیگری کیروش مقابل اروگوئه به صورت فیکس به میدان رفت و در این بازی فوق‌العاده ظاهر شد و یکی از بهترین بازیکنان ایران در این مسابقه بود. وی از سال ۱۳۹۷ عضو تیم ملی ایران است و تاکنون ۳۰ بازی ملی انجام داده است. او در ۲۱ شهریور ۱۴۰۲ اولین گل ملی خود را برابر آنگولا به ثمر رساند؛ این بازی با نتیجه ۴–۰ به سود ایران به اتمام رسید.
او در سومین بازی ایران در جام ملت‌های آسیا در سال ۲۰۲۳ در برابر امارات از ناحیه رباط صلیبی مصدوم شد و تا چندین ماه از میدان‌ها دور بود.

## آمار

### باشگاهی
تا تاریخ ۲۸ فروردین ۱۴۰۴
| باشگاه                | دسته                  | فصل                   | لیگ  | لیگ | جام حذفی | جام حذفی | بین‌المللی | بین‌المللی | مجموع | مجموع |
| باشگاه                | دسته                  | فصل                   | بازی | گل  | بازی     | گل       | بازی      | گل        | بازی  | گل    |
| --------------------- | --------------------- | --------------------- | ---- | --- | -------- | -------- | --------- | --------- | ----- | ----- |
| ملوان                 | لیگ برتر              | ۹۲–۱۳۹۱               | ۰    | ۰   | ۰        | ۰        | ۰         | ۰         | ۰     | ۰     |
| ملوان                 | لیگ برتر              | ۹۳–۱۳۹۲               | ۱    | ۰   | ۰        | ۰        | ۰         | ۰         | ۱     | ۰     |
| ملوان                 | لیگ برتر              | ۹۴–۱۳۹۳               | ۱۵   | ۰   | ۰        | ۰        | ۰         | ۰         | ۱۵    | ۰     |
| ملوان                 | لیگ برتر              | ۹۵–۱۳۹۴               | ۲۰   | ۰   | ۱        | ۰        | ۰         | ۰         | ۲۱    | ۰     |
| مجموع ملوان           | مجموع ملوان           | مجموع ملوان           | ۳۶   | ۰   | ۱        | ۰        | ۰         | ۰         | ۳۷    | ۰     |
| پرسپولیس              | لیگ برتر              | ۹۶–۱۳۹۵               | ۲۰   | ۰   | ۱        | ۰        | ۱۱        | ۰         | ۳۲    | ۰     |
| پرسپولیس              | لیگ برتر              | ۹۷–۱۳۹۶               | ۲۳   | ۰   | ۲        | ۰        | ۷         | ۰         | ۳۲    | ۰     |
| مجموع پرسپولیس        | مجموع پرسپولیس        | مجموع پرسپولیس        | ۴۳   | ۰   | ۳        | ۰        | ۱۸        | ۰         | ۶۴    | ۰     |
| دینامو زاگرب          | لیگ کرواسی            | ۲۰۱۸–۲۰۱۹             | ۱۹   | ۰   | ۲        | ۰        | ۱         | ۰         | ۲۲    | ۰     |
| دینامو زاگرب          | لیگ کرواسی            | ۲۰۱۹–۲۰۲۰             | ۹    | ۰   | ۰        | ۰        | ۰         | ۰         | ۹     | ۰     |
| دینامو زاگرب          | لیگ کرواسی            | ۲۰۲۰–۲۰۲۱             | ۱۲   | ۰   | ۱        | ۰        | ۶         | ۰         | ۱۹    | ۰     |
| دینامو زاگرب          | لیگ کرواسی            | ۲۰۲۱–۲۰۲۲             | ۱۰   | ۰   | ۳        | ۰        | ۶         | ۰         | ۱۹    | ۰     |
| دینامو زاگرب          | لیگ کرواسی            | ۲۰۲۲–۲۰۲۳             | ۲۵   | ۱   | ۲        | ۰        | ۱۱        | ۰         | ۳۸    | ۱     |
| دینامو زاگرب          | لیگ کرواسی            | ۲۰۲۳–۲۰۲۴             | ۱۳   | ۰   | ۱        | ۰        | ۱۲        | ۰         | ۲۶    | ۰     |
| دینامو زاگرب          | لیگ کرواسی            | ۲۰۲۴–۲۰۲۵             | ۸    | ۰   | ۱        | ۰        | ۰         | ۰         | ۹     | ۰     |
| مجموع دینامو زاگرب    | مجموع دینامو زاگرب    | مجموع دینامو زاگرب    | ۹۶   | ۱   | ۱۰       | ۰        | ۳۶        | ۰         | ۱۴۲   | ۱     |
| لوکوموتیو زاگرب       | لیگ کرواسی            | ۲۰۱۹–۲۰۲۰             | ۷    | ۰   | ۳        | ۰        | ۰         | ۰         | ۱۰    | ۰     |
| مجموع لوکوموتیو زاگرب | مجموع لوکوموتیو زاگرب | مجموع لوکوموتیو زاگرب | ۷    | ۰   | ۳        | ۰        | ۰         | ۰         | ۱۰    | ۰     |
| مجموع آمار            | مجموع آمار            | مجموع آمار            | ۱۸۲  | ۱   | ۱۷       | ۰        | ۵۴        | ۰         | ۲۵۳   | ۱     |

### ملی
تا تاریخ ۲۳ ژانویه ۲۰۲۴
| ایران | ایران | ایران | ایران  |
| سال   | بازی  | گل    | پاس گل |
| ----- | ----- | ----- | ------ |
| ۲۰۱۸  | ۴     | ۰     | ۰      |
| ۲۰۲۰  | ۲     | ۰     | ۰      |
| ۲۰۲۱  | ۹     | ۰     | ۲      |
| ۲۰۲۲  | ۷     | ۰     | ۰      |
| ۲۰۲۳  | ۴     | ۱     | ۱      |
| ۲۰۲۴  | ۴     | ۰     | ۱      |
| مجموع | ۳۰    | ۱     | ۴      |

### گل‌های ملی
| شماره | تاریخ           | میزبان | بازی ملی | حریف   | نتیجه | رقابت   |
| ----- | --------------- | ------ | -------- | ------ | ----- | ------- |
| ۱     | ۱۲ سپتامبر ۲۰۲۳ | تهران  | ۲۶       | آنگولا | ۴–۰   | دوستانه |

## افتخارات

### باشگاهی و ملی
پرسپولیس
- قهرمانی در لیگ برتر (۲ بار): ۹۶–۱۳۹۵، ۹۷–۱۳۹۶
- قهرمانی در سوپر جام (۲ بار): ۱۳۹۶، ۱۳۹۷
- نایب قهرمان لیگ قهرمانان آسیا ۲۰۱۸ همراه با پرسپولیس

دیناموزاگرب
- قهرمانی در لیگ کرواسی (۶ بار): ۲۰۱۸–۱۹, ۲۰۱۹–۲۰, ۲۰۲۰–۲۱, ۲۰۲۱–۲۲, ۲۰۲۲–۲۳, ۲۰۲۳–۲۴[۵۶]
- قهرمانی در جام حذفی کرواسی (۱ بار): ۲۰۲۰–۲۱
- قهرمانی در سوپر جام کرواسی (۲ بار): ۲۰۱۹ , ۲۲–۲۰۲۱[۳۰]

تیم ملی فوتبال ایران
- قهرمانی در مسابقات کافا ۲۰۲۳

### فردی
- تیم منتخب فصل لیگ قهرمانان آسیا ۲۰۱۸[۵۷]
- بهترین مدافع لیگ کرواسی
- پرافتخارترین لژیونر ایرانی[۵۸][۵۹]
- ۷ بازیکن آسیایی برتر در فوتبال اروپا[۶۰]
- تیم منتخب ۱۴۰۰ فوتبال ایران[۶۱] جز بهترین مدافعان تاریخ فوتبال ایران